# 729 Вотсонія
729 Вотсонія (729 Watsonia) — астероїд головного поясу, відкритий 9 лютого 1912 року.
Тіссеранів параметр щодо Юпітера — 3,264.
Названо на честь Джеймса Крейга Вотсона (англ. James Craig Watson, 1838 - 1880) — канадо-американського астронома.